# Урал (пароход, 1852)
«Урал» — вооружённый колесный пароход Каспийской флотилии Российской империи.

## Описание парохода
Колёсный пароход с железным корпусом. Длина судна составляла 45,72 метра, а ширина с обшивкой по сведениям из различных источников от 7,01 до 7,1 метра. На пароходе была установлена паровая машина с качающимися цилиндрами мощностью 100 номинальных лошадиных сил, построенная на Екатеринбургской машинной фабрике в 1851 году. Первоначальное вооружение судна состояло из 8 орудий, в период 1868—1879 годов он был вооружён четырьмя 3-фунтовыми пушками, а на момент 1880 года — двумя 4-фунтовыми пушками образца 1867 года.

## История службы
Колёсный пароход «Урал» был заложен в 1851 году на Камско-Воткинском заводе вместе с пароходом «Кура» и после спуска на воду в 1852 году вошёл в состав Каспийской флотилии России. Строительство вёл корабельный мастер Дженис.
В 1855 году под командованием капитан-лейтенанта М. П. Комаровского ходил по Волге к Камско-Воткинскому заводу. В 1857 году находился при Камско-Воткинском заводе.
C 1858 по 1860 год состоял на почтовом сообщении между портами Каспийского моря, в 1858 году также состоял при астрабадской станции. В 1862 году принимал участие в работах по описи и промерам Каспийского моря.
Ежегодно с 1864 по 1873 год под командованием П. М. Зайкина выходил в плавания в Каспийское море, при этом за время командования пароходом его командир дважды был произведён в следующее звание, в 1866 году пожалован персидским орденом Льва и Солнца II степени, в 1867 году награждён орденом Святого Станислава II степени, в 1870 году — орденом Святого Владимира IV степени с бантом и в 1873 году орденом Святой Анны II степени. В кампанию 1874 года также находился в плаваниях в Каспийском море.
5 (17) ноября 1881 года пароход «Урал» был исключён из списков судов Каспийской флотилии.

## Командиры парохода
Командирами парохода «Урал» в составе Российского императорского флота в разное время служили:
- капитан-лейтенант М. П. Комаровский (1855 год)[11];
- капитан-лейтенант И. М. Жеребцов (1858—1860 годы)[12];
- капитан-лейтенант, с 1 (13) января 1866 года капитан 2-го ранга, а с 11 (23) апреля 1869 года капитан 1-го ранга П. М. Зайкин (1864—1873 годы)[13].

### Комментарии
1. ↑  150 футов.
2. ↑  23 фута.